# Pontnewydd Cave
Pontnewydd Cave – jaskinia położona w dolinie rzeki Elwy w walijskim hrabstwie Denbighshire. Stanowisko archeologiczne z okresu środkowego paleolitu.
Jaskinia znajduje się w odległości ok. 10 kilometrów od północnego wybrzeża Walii. W 1978 roku pod kierownictwem National Museums and Galleries of Wales rozpoczęły się prace archeologiczne prowadzone przez Stephena Greena, trwające do 1995 roku. W ich trakcie odkryto pochodzące z okresu między 225 a 175 tys. lat p.n.e. najstarsze na terenie Walii ślady pobytu człowieka. Materiał archeologiczny w postaci kości zwierzęcych oraz narzędzi aszelskich (pięściaków i drapaczy) znalezionych przed wejściem do jaskini wskazuje na istnienie w tym miejscu obozowiska. W górnych warstwach stanowiska odkryto szczątki neandertalczyków, w tym 17 zębów należących do 5 różnych osobników.